# دوک‌نشین اسپولتو
دوک‌نشین اسپولتو (به لاتین: Ducatus Spolitanorum) یک قلمرو لمباردی بود که در حدود سال ۵۷۰ در مرکز ایتالیا توسط دوکس لمبارد فاروالد تأسیس شد. پایتخت آن شهر اسپولتو بود.

## لمباردها
لمباردها در سال ۵۶۸ پس از میلاد به ایتالیا حمله کردند و بسیاری از آن سرزمین را فتح کردند و پادشاهی لمباردها را تأسیس کردند که بین چندین دوک وابسته به پادشاه تقسیم شد. پادشاه خود در سال ۵۷۲ مقر خودش را در پاویا مستقر کرده بود. در سال ۵۷۰ آنها مرکز مهم اسپولتو، که امروزه اومبریا نام دارد، را فتح کردند. در سال‌های بعد، آنها همچنین بخش‌های زیادی از جنوب و مرکز ایتالیا را فتح کردند.
پس از مرگ جانشین آلبوین در سال ۵۷۴، یک دهه فاصله مابین دو سلطنت ایجاد شد. با این‌حال، دوک‌های لمبارد (مخصوصاً جنوبی‌ها) به خوبی در قلمروهای جدید خود مستقر شدند و کاملاً مستقل از پادشاهان لومبارد در پاویا بودند. تا سال ۵۷۵ یا ۵۷۶ فاروالد  نورچا و اسپولتو را تصرف کرد و دوک نشین خود را تأسیس کرد و از یک اسقف آریانیسم حمایت کرد.
در داخل اسپولتو، معبد بزرگ رومی که به ژوپیتر، یونو و مینروا اختصاص داده شد قبلاً توسط کلیسای جامع اسقف اشغال شده بود (این مکان در قرن چهارم تأسیس شد)، که ساختار بت‌پرستی را در خود جای داده بود (کلیسای فعلی سن آنسانودر شهر سیه نا). دوک‌های لمبارد استحکامات قلعه مرتفع را که دیوارهای آن توسط توتیلا پادشاه استروگتیک، در طول جنگ گوت‌ها برچیده شده بود، بازسازی کردند.